# Bart Frigne
Bart Frigne (Sint-Amandsberg, 24 september 1963) is een Belgische voormalig internationale scheidsrechter volleybal.

## Biografie
Frigne volgde zijn middelbaar in het HTISA om vervolgens het diploma van het regentaat te behalen in 1983 aan de Bisschoppelijke Normaalschool te Sint-Niklaas. Hij gaf wiskunde in het Sint-Barbaracollege te Gent tot en met 2025.
Hij was Belgisch scheidsrechter tussen 1979 en 2016. Hij was ook verantwoordelijk voor het aanduiden van de scheidsrechter bij de Oost-Vlaamse wedstrijden.
Hij was internationaal scheidsrechter tussen 1999 en 2016.